# Deltochilum brasiliense
Deltochilum brasiliense là một loài bọ cánh cứng trong họ Bọ hung (Scarabaeidae).